# Chronologie de la France sous la IIe République
Pour un article plus général, voir Deuxième République (France).

## 1848

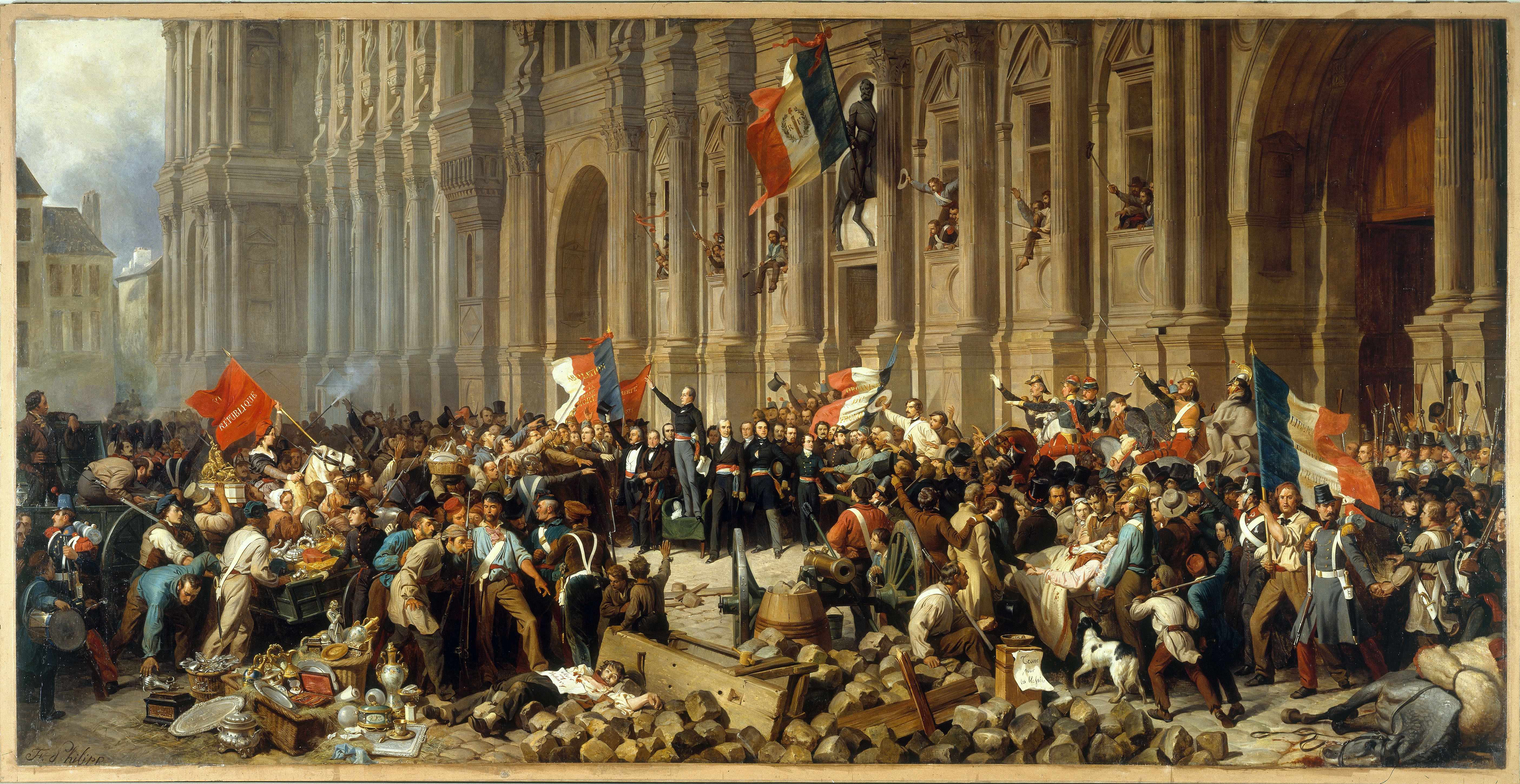
Devant l'Hôtel de Ville de Paris Lamartine repoussant le drapeau rouge

- 22 - 24 février : les trois journées révolutionnaires à Paris renversent la Monarchie de Juillet
- 24 février: formation d'un gouvernement provisoire par la réunion de deux équipes proposées par les journaux Le National et La Réforme.
- 25 février : Proclamation de la République. Le gouvernement provisoire prend des mesures politiques et sociales : suffrage universel, liberté de réunion, liberté de la presse, enseignement primaire gratuit et obligatoire, abolition de l'esclavage, droit au travail, législation du travail, réduction de la durée du travail.
- 26 février : décret abolissant la peine de mort en matière politique
- 27 février : le gouvernement provisoire crée les Ateliers nationaux pour employer les chômeurs
- 28 février : des ouvriers parisiens envahissent l'Hôtel de Ville pour réclamer la création d'un ministère du travail et la réduction de la journée de travail. Le gouvernement crée une commission du gouvernement pour les travailleurs (dite Commission du Luxembourg)
- 2 mars : Loi des 10 heures journalières de travail maximum à Paris, 11 en province. et loi interdisant le marchandage
- 4 mars : loi sur la presse (fin du cautionnement et de la taxe)
- 7 mars : création du Comptoir d'Escompte pour favoriser la reprise de l'économie
- 12 mars : abolition des châtiments corporels
- 14 mars : abolition des compagnies d'élite de la Garde nationale
- 15 mars : le cours forcé des billets de banque est décrété pour éviter la disparition de l'encaisse-or de la Banque de France. Création d'un billet de 100 francs pour faciliter les transactions.
- 16 mars : impôt des 45 centimes. Manifestation des gardes-nationaux des compagnies d'élite (les bonnets à poils) pour protester contre leur suppression
- 17 mars : à Paris, manifestation des républicains de gauche de soutien au gouvernement provisoire et pour obtenir le report des élections à l'Assemblée nationale
- 19 mars : abolition de la contrainte par corps
- 16 avril : à Paris La Garde Nationale s'oppose sans effusion de sang à une manifestation ouvrière demandant un nouveau report des élections à la Constituante[1].
- 20 avril : « Fête de la Fraternité » pour célébrer sur la place de l'étoile (à Paris) l'instauration du suffrage universel
- 23-24 avril : Jour de Pâques,  Élection de l’Assemblée nationale, victoire des modérés.
- 27 avril : décret d’abolition de l'esclavage
- 27-28 avril: à Rouen combats de rue entre les partisans de la liste de "gauche" (Deschamps) et la Garde Nationale défendant le liste "bourgeoise" (Sénard). L'échauffourée fait une dizaine de morts[2].
- 4 mai : La Constituante proclame officiellement la deuxième République.
- 10 mai : Le gouvernement provisoire est remplacé par une commission exécutive restreinte : Arago, Garnier-Pagés, Marie, Lamartine, Ledru-Rollin. Élimination de Louis Blanc, Albert et Flocon représentants la "gauche républicaine".
- 15 mai : Échec du coup de force de la gauche républicaine pendant une journée de soutien à la Pologne. Le mouvement populaire est décapité par l'arrestation de Barbès, Blanqui, Raspail.
- 16 mai : la Commission du Luxembourg se sépare
- 17 mai : le général Cavaignac devient ministre de la Guerre. Mise sur pied de la Commission constitutionnelle de l'Assemblée.
- 24 mai : l'Assemblée obtient la dissolution des Ateliers nationaux mais; la Commission exécutive ne prend pas de décision.
- 26 mai: Émile Thomas, directeur des Ateliers nationaux, est exilé à Bordeaux

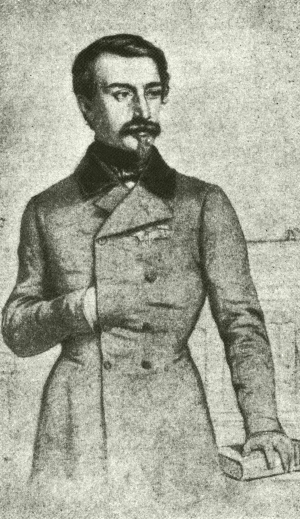
Louis Napoléon Bonaparte en 1848

- 4 juin: élections complémentaires à la Constituante. Succès de la droite monarchiste et de la gauche républicaine : Thiers, Louis-Napoléon Bonaparte, Proudhon, Pierre Leroux sont élus.
- 15 juin: Les révoltés d'Ajain étaient des paysans creusois qui se sont révoltés contre l'impôt des 45 centimes et ont marché sur Guéret. 16 d'entre eux furent tués par la garde nationale de Guéret.
- 21 juin : Décret de fermeture des Ateliers nationaux.
- 23-26 juin : Journées de juin à Paris et répression sanglante par l'armée commandée par le général Louis Eugène Cavaignac qui a reçu les pleins pouvoirs (6 000 morts: 4 000 civils, 2 000 militaire, 1 500 fusillés). Démission de la Commission exécutive.
- 28 juin : Le général Louis Eugène Cavaignac devient président du conseil des ministres jusqu'à l'élection d'un Président de la République
- 3 juillet: suppression définitive des Ateliers nationaux. Élections municipales (les notables traditionnels en sortent renforcés) Mais apparition d'une opposition "de gauche" (en particulier dans le Sud-Est)
- 28 juillet: Décrets restrictifs sur la liberté des clubs.
- 31 juillet: la plan socialisant de Proudhon est rejeté par l'Assemblée nationale par 200 voix contre 2[3]
- 27 aout et 3 septembre: élections cantonales
- 9 et 11 août: rétablissement du cautionnement pour la presse, décret sur les crimes et délits par voie de presse
- 9 septembre : Loi des 12 heures, la journée de travail légale est réaugmentée.

- 17 et 18 septembre: élections complémentaires à l'Assemblée nationale. Louis-Napoléon Bonaparte est élu dans cinq départements.
- 6 octobre: l'Assemblée décide de l'élection du Président de la République au Suffrage universel (masculin)
- 13 octobre: remaniement ministériel. Le Parti de l'Ordre entre dans le gouvernement du général Cavaignac
- 29 octobre : levée de l'état de siège
- 4 novembre : Promulgation de la Constitution de la Seconde République : le pouvoir législatif est exercé par une Assemblée et le pouvoir exécutif par un président non rééligible, tous deux élus au suffrage universel.
- 10 décembre : Élection présidentielle, victoire de Louis-Napoléon Bonaparte :

| Candidat                 | Tendance                    | %       |
| ------------------------ | --------------------------- | ------- |
| Louis-Napoléon Bonaparte | Monarchiste / Bonapartiste  | 74,44 % |
| Louis-Eugène Cavaignac   | Militaire, Conservateur     | 19,65 % |
| Alexandre Ledru-Rollin   | Républicain, Gauche         | 05,08 % |
| François-Vincent Raspail | Républicain, Extrême gauche | 00,49 % |
| Alphonse de Lamartine    | Républicain                 | 00,28 % |
| Nicolas Changarnier      | Monarchiste                 | 00,07 % |

- 20 décembre : Louis-Napoléon Bonaparte prête serment comme président de la République, Odilon Barrot forme un gouvernement conservateur, composé de monarchistes.

## 1849
- 4-6 janvier: Alfred de Falloux, ministre de l'Instruction publique désigne une commission pour réformer l'enseignement
- 20 janvier: Henri Boulay de la Meurthe est élu vice-président de la République
- 7 mars: ouverture du procès, devant la Haute Cour de justice de Bourges, des chefs républicains compromis dans la manifestation du 15 mai 1848
- 24 mars: l'Assemblée nationale interdit les clubs politiques
- 7 avril: l'Assemblée nationale décide que le pouvoir législatif n'aura qu'une seule chambre
- 25 avril-juillet : Sous l'influence du parti de l'Ordre la République française organise l'Expédition de Rome pour réinstaller le pape Pie IX, qui avait été chassé par les républicains romains

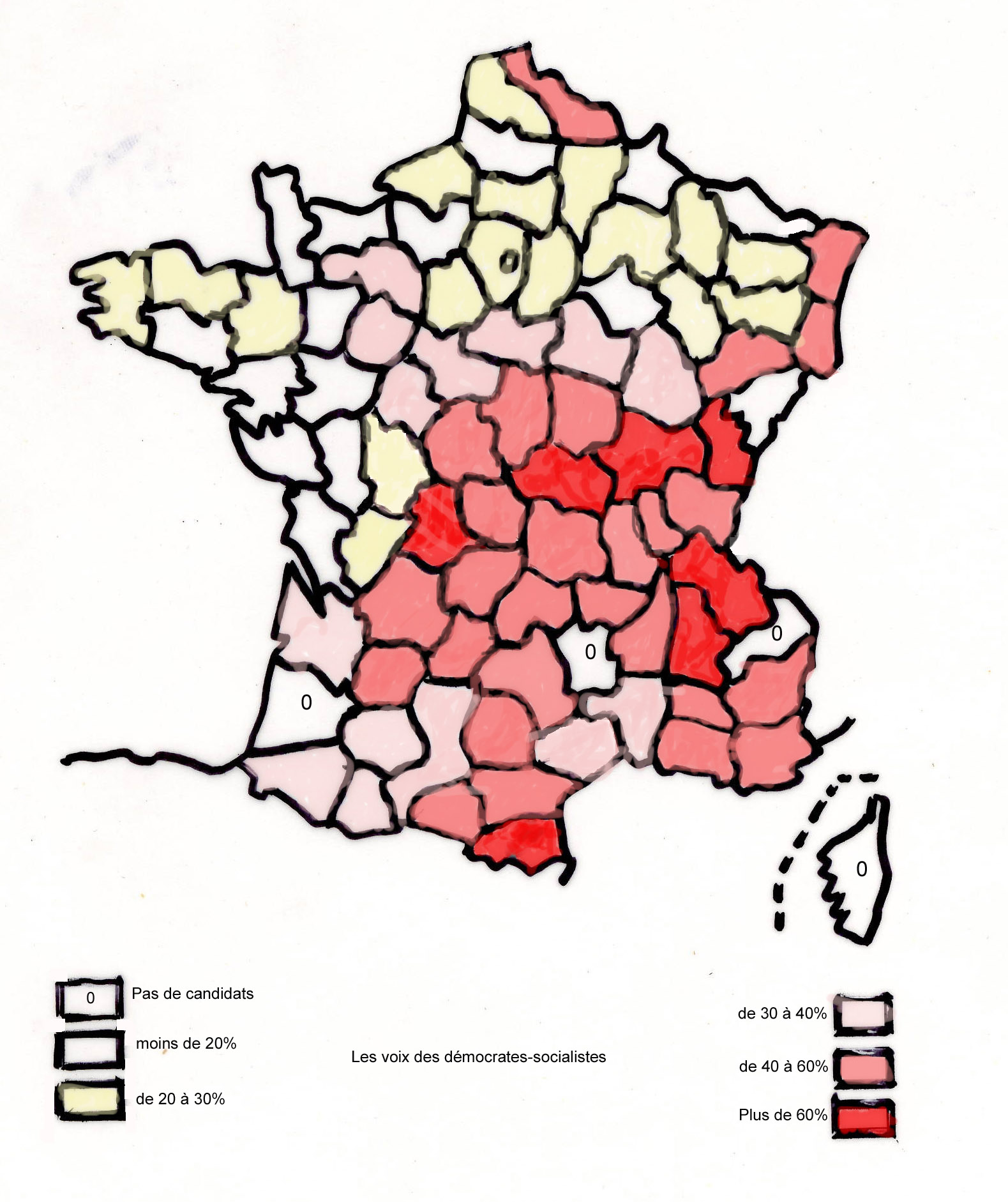
Les voix de la gauche républicaine aux élections législatives de 1849

- 13 -14 mai : Élection de l'Assemblée législative : le parti de l'Ordre (royalistes et bonapartistes) a la majorité absolue (80 républicains modérés et 180 démocrates-socialistes de La Montagne)
- mai: formation du deuxième gouvernement Odilon Barrot
- 26 mai: l'Assemblée nationale élue en avril 1848, tient sa dernière séance
- 28 mai: l'Assemblée législative tient sa première séance. André Dupin est élu président de l'Assemblée.
- 11 juin: Ledru-Rollin et la gauche républicaine demandent la mise en accusation du Président de la République (expédition de Rome)
- 13 juin : Échec de la manifestation de la gauche républicaine à Paris pour protester contre l'attaque de Rome (commencée le 3 juin). 34 députés seront traduits devant la Haute-Cour (mais la plupart sont en fuite).
- 19 juin : Loi anti clubs (1849), le gouvernement a le droit d'interdire des clubs politiques (prorogée le 6 juin 1850).
- 3 juillet : l'armée française entre dans Rome et en chasse le gouvernement républicain.
- 27 juillet : Loi sur la presse (1849), très restrictive.
- 7 septembre : crise politique entre le gouvernement (dépendant de l'Assemblée) et Louis-Napoléon Bonaparte qui condamne la politique de réaction menée par Pie IX à Rome. Falloux démissionne de son poste de ministre
- 31 octobre : Louis-Napoléon Bonaparte forme le ministère Alphonse Henri d'Hautpoul, extra-parlementaire, composé d'amis fidèles.
- 27 novembre: une loi rappelle que la grève est interdite en France

## 1850
- 10 mars : Dans 16 départements, élections complémentaires pour remplacer les députés républicains de gauche déchus de leur mandat. Succès des républicains de gauche (les démocs-socs))
- 15 mars : loi Falloux sur l'enseignement qui donne satisfaction aux catholiques.
- 31 mai : loi restreignant le corps électoral (1850), les bénéficiaires du droit de vote passent de 9,6 à 6,8 millions.
- 8 juin : Loi sur la déportation politique.
- 16 juillet : Nouvelle loi sur la presse (1850), restrictive.
- 11 août-11 novembre: Vacances parlementaires
- été: Campagne bonapartiste pour demander une révision de la Constitution. Voyage du Président de la République en Bourgogne et à Lyon
- 26 août : mort de l'ex-roi Louis-Philippe Ier en exil. Mais les monarchistes n'arrivent pas à se mettre d'accord sur une réunion entre le « comte de Chambord », prétendant légitimiste  et le prétendant orléaniste le comte de Paris.
- septembre : voyage officiel du Président de la République en Normandie
- octobre : l'arrestation des chefs républicains dans les départements du Cher et de la Nièvre provoque des soulèvements paysans
- 10 octobre : À la revue militaire du camp de Satory (près de Versailles), incidents entre les officiers pro ou anti-bonapartistes.
- 22 octobre : Le vice-président du Conseil des ministres le général d'Hautpoul démissionne. Il est remplacé par le général Jean Paul Adam Schramm; l'homme fort du ministère devient Pierre Jules Baroche
- 6 décembre : L'Assemblée autorise le partage des communaux sur demande des particuliers

## 1851
- 2 janvier : Démission du ministère Shramm-Baroche.
- 3 janvier : Le Président destitue le général Changarnier.
- 9 janvier : L'Assemblée refuse le gouvernement Baroche-Rouher composé de personnalités bonapartistes.
- 10 janvier : Des généraux bonapartistes deviennent chefs de l'armée de Paris et la de Garde nationale.
- 24 janvier : Louis Napoléon constitue un nouveau gouvernement, sans président du Conseil, composé d'hommes obscurs et dévoués, « le petit ministère (1851) ».
- 10 mai : formation du ministère Léon Faucher compromis entre les bonapartistes et le Parti de l'Ordre.
- 31 mai : dépôt d'une proposition de loi révisionniste de la Constitution.
- juin : voyage officiel de Louis-Napoléon Bonaparte en Bourgogne.
- 19 juillet : l'Assemblée rejette le projet de révision de la Constitution permettant la réélection du président.
- 9 août-4 novembre : Vacances parlementaires.
- 20 août : première réunion des chefs bonapartistes pour préparer le Coup d'État qui est prévu pour la fin septembre.
- 4 octobre : Louis Napoléon Bonaparte propose d'abroger la loi électorale du 31 mai 1850 restreignant le suffrage universel.
- 27 octobre : le bonapartiste général de Saint-Arnaud est nommé ministre de la Guerre dans le Dernier ministère avant le coup d'État.
- 13 novembre : l'Assemblée législative repousse l'abrogation de la loi électorale du 31 mai 1850 demandée par le président de la République.
- 17 novembre : Louis Napoléon se déclare favorable au rétablissement du suffrage universel masculin.
- 2 décembre : Coup d'État de Louis-Napoléon Bonaparte. Dissolution de l'Assemblée législative et annonce de la préparation d'une nouvelle Constitution. Arrestation de 300 députés qui ont voté la déchéance du président de la République.
- 3 décembre : barricades dans Paris. Durs combats dans la capitale. Formation d'un gouvernement bonapartiste avec Eugène Rouher et Morny.
- 5 décembre : les députés arrêtés le 2 décembre sont relâchés.
- 8 décembre : l'état de siège est instauré dans 32 départements où il y a des soulèvements anti-bonapartistes
- 21 décembre : plébiscite de 1851 ratifie le coup d'État  par 92 % des suffrages exprimés.

## 1852
- 1er janvier : Louis Napoléon Bonaparte abandonne le palais de l'Élysée pour s'installer au palais des Tuileries, l'ancienne résidence des rois de France.
- 6 janvier: la devise républicaine est abolie.
- 11 janvier : toutes les gardes nationales sont dissoutes.
- 14 janvier : promulgation de la nouvelle Constitution. Rétablissement du suffrage universel. Le pouvoir exécutif est concentré pour dix ans entre les mains du président élu, qui a seul l'initiative des lois.
- 22 janvier : les biens de la famille de l'ex-roi Louis-Philippe Ier sont confisqués.
- 25 janvier : réorganisation du Conseil d'État.
- 2 février : mise en place du régime des avertissements pour la presse.
- 17 février : un décret présidentiel organise les « candidatures officielles » pour les élections.
- 29 février : élections au Corps législatif, victoire totale des candidats officiels, après une campagne électorale contrôlée par le prince-président et ses préfets.
- 25 mars : renforcement du pouvoir des préfets à qui revient le droit de décider de la nomination des maires, qui peuvent être choisis en dehors des conseils municipaux.
- 27 mars : le régime d'exception est aboli.
- 9 octobre : discours de Bordeaux de Louis Napoléon Bonaparte : « l'Empire, c'est la paix ».
- 7 novembre : sénatus-consulte (acte voté par le Sénat et ayant valeur d'une loi) révisant la Constitution et rétablissant l'Empire.
- 21-22 novembre : plébiscite approuvant le rétablissement de l'Empire.
- 2 décembre : proclamation du Second Empire, Louis-Napoléon Bonaparte devient Napoléon III. Voir l'article Coup d'État du 2 décembre 1851.